# Poophilus latiusculus
Poophilus latiusculus är en insektsart som först beskrevs av Carl Stål 1855.  Poophilus latiusculus ingår i släktet Poophilus och familjen spottstritar. Inga underarter finns listade i Catalogue of Life.